# Arctornis v-nigrum
Arctornis v-nigrum är en fjärilsart som beskrevs av Fabricius 1775. Arctornis v-nigrum ingår i släktet Arctornis och familjen tofsspinnare. Inga underarter finns listade i Catalogue of Life.